# 費根鮑姆
費根鮑姆（Feigenbaum）可以指：

## 人物
- 米切爾·費根鮑姆（英語：Mitchell Jay Feigenbaum，1944年12月19日－2019年6月30日），美國數學物理學家。
- 愛德華·費根鮑姆（英語：Edward Albert Feigenbaum，1936年1月20日－），美國電腦科學家。

|  | 本页或本分段罗列了姓氏为「費根鮑姆」的人物。 如果是一个指代特定个人的内链将您引导到本页，請考慮修正該人物的名字以將链接指向正確的條目。 |